# Percoll
Le Percoll est un mélange liquide permettant une meilleure séparation par densité. Il est utilisé pour la séparation de cellules, d'organelles et/ou de virus par ultracentrifugation en gradient de densité. Le Percoll est composé de particules de silicates colloïdales de 15-30 nm de diamètre (23 % m/m dans de l'eau) qui sont recouverts de polyvinylpyrrolidone (PVP).
Le Percoll est très bien adapté pour la mise en place de gradients de densité puisqu'il possède une faible viscosité comparé à ses alternatives, une faible osmolarité et une non toxicité vis-à-vis des cellules et de leurs constituants.
Percoll est une marque déposée par GE Healthcare.

## Utilisation passée dans la reproduction artificielle
Le Percoll a été utilisé dans des techniques de procréation médicalement assistée (PMA), tels que la fécondation in vitro ou l'insémination intrautérine, pour séparer le sperme du liquide séminal par centrifugation à densité différentielle. Cependant, en 1996, Pharmacia envoya une lettre aux laboratoires précisant que le Percoll ne devait être utilisé que pour des applications de recherche uniquement et non pour un usage clinique. Ainsi Pharmacia arrêta sa commercialisation en tant que produit de préparation de sperme mais la poursuivit en confiant son reconditionnement et sa vente à des fabricants tiers. La lettre d'avertissement de la FDA à l'origine de ce retrait concernait le PVP qui pouvait endommager le sperme (problème inconnu) et un taux élevé d'endotoxine de certains lots (problème connu). Ce dernier point concernait aussi l'utilisation du Percoll avec d'autres cellules qui pouvaient être réinjectées à des patients car cette endotoxine entraînait de sévères inflammations et de la fièvre. Depuis lors, le Percoll a été remplacé par d'autres solutions colloïdales dans les techniques de PMA.